# Phalacrocera angustaxillaris
Phalacrocera angustaxillaris is een tweevleugelige uit de familie buismuggen (Cylindrotomidae). De soort komt voor in het Oriëntaals gebied.